# Mudderæder
Mudderædere er små dyr, der lever i vand. Et eksempel kunne være sandormen. Disse dyr spiser sandet og mudderet på bunden, men de lever egentlig ikke af det mudder og sand de spiser, men af alle de tusindvis af små alger, der sidder på de enkelte sandkorn.